# Charles Napier Hemy

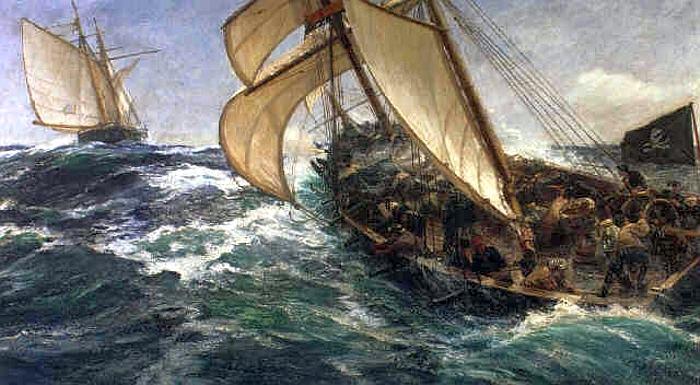
The Black Flag (1915)

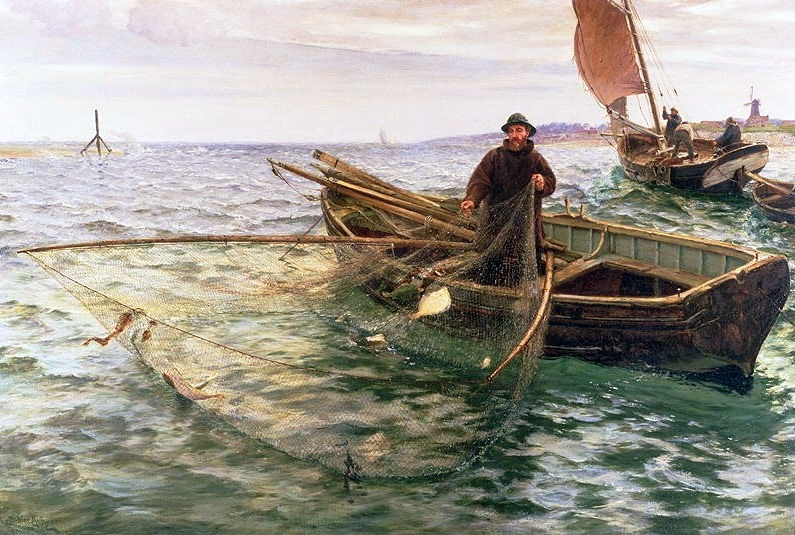
The Fisherman (1888)

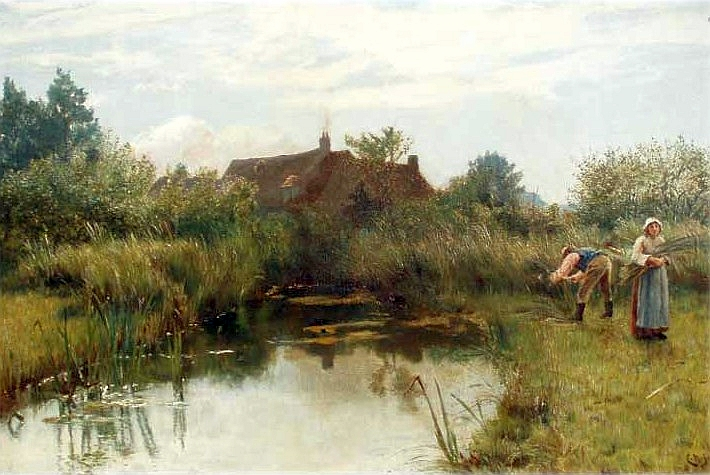
The Reed Cutters (1880s)

Charles Napier Hemy RA (* 24. Mai 1841 in Newcastle, North East England; † 30. September 1917 in Falmouth, Cornwall) war ein britischer Marinemaler und Vertreter der Newlyn School, einer Künstlerkolonie des späten 19. und frühen 20. Jahrhunderts.

## Leben und Werk
Charles Napier Hemy wurde in Newcastle geboren, aber seine Familie emigrierte 1852 nach Australien. Nach zwei Jahren in Melbourne kehrte Napier Hemy 1855 wieder nach England zurück, wo er zunächst auf einem Schiff und anschließend in einem Kloster arbeitete. Bald wandte sich Hemy der Malerei zu und studierte unter William Bell Scott an der Newcastle School of Art. Seine beiden Brüder Thomas und Bernard Hemy wurden ebenfalls Künstler. Nach seiner Heirat 1866 setzte er seine Studien in Antwerpen unter der Anleitung von Hendrik Leysfort. 1865 stellte die Royal Academy of Arts erstmals eines seiner eingereichten Werke aus. 1870 zog Hemy nach London und 1881 schließlich nach in Falmouth, wo er bis zu seinem Lebensende blieb. 1890 wurde er zum assoziierten Mitglied der Royal Society of Painters in Water Colours und 1897 zum Vollmitglied gewählt. Im selben Jahr nahm ihn die Royal Academy als assoziiertes Mitglied und 1910 als Vollmitglied auf. Hemy starb 1917 an einer Lungenentzündung, die er sich beim Malen im Freien unter schlechten Witterungsbedingungen zugezogen hatte.
Hemy wurde vor allem durch seine Marinemalerei bekannt. Seine frühesten Bilder in diesem Genre zeigen Küstenszenen im strengen Stil der Präraffaeliten. In den 1870er Jahren entspannte sich seine Technik zunehmend und in den 1880er Jahren erlangte Hemy die Position eines vollendeten Künstlers, der die Anerkennung der Öffentlichkeit und der Institutionen fand. Zu seinen Freunden zählten bekannte Künstlerpersönlichkeiten aus dieser Zeit wie James Tissot, Edgar Degas, James McNeill Whistler und Henry Scott Tuke. Er widmete sich zunächst auch der Historienmalerei und Landschaftsmalerei, beschränkte sich nach seinem Umzug nach Falmouth 1881 aber im Wesentlichen auf die Darstellung des Meeres, der Küstenlandschaft und der Fischerei. Vor allem in den 1880er Jahren schuf Hemy nebenbei auch einige Illustrationen für Reiseberichte in Magazinen. Seine Bilder befinden sich heute größtenteils in Privatbesitz und werden in Galerien gehandelt. Nur wenige Museen wie die Tate Gallery, Walker Art Gallery und die National Gallery of New South Wales in Australien haben bisher seine Werke aufgekauft.